# Чесоле
Чѐсоле (на италиански: Cessole; на пиемонтски: Cesure, Чесуре) е село и община в Северна Италия, провинция Асти, регион Пиемонт. Разположено е на 280 m надморска височина. Населението на общината е 430 души (към 2010 г.).